# Kazar

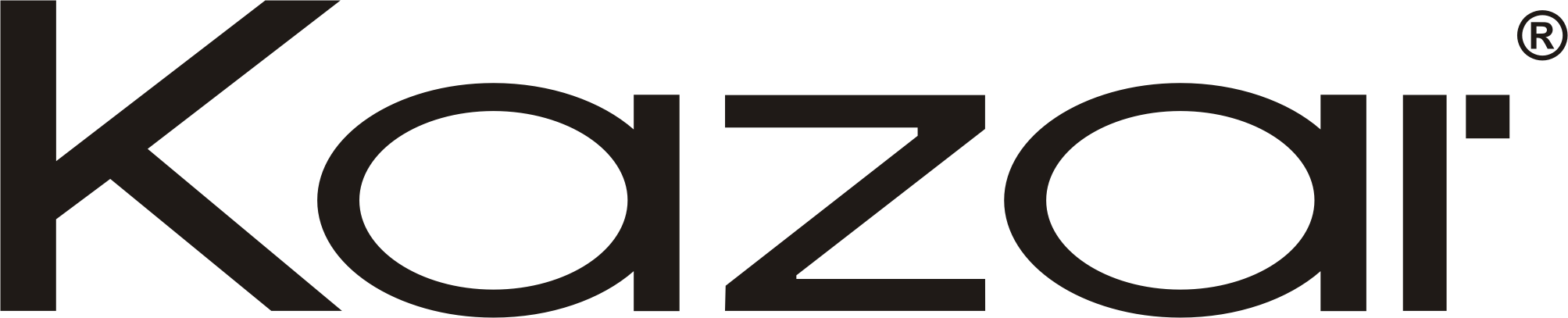
A Kazar márka logója

A Kazar Lengyelország egyik vezető divatmárkája. Fő célcsoportja a nagyvárosi trendeket és az egyedi, modern divatot képviselő nők és férfiak. Termékeik között bőrből készült cipők, táskák, övek, pénztárcák és egyéb készítmények kapnak helyet.

## Története
A Kazar vállalatot 1990-ben négy társtulajdonos alapította: Zbigniew Inglot, Krzysztof Kassan, Dariusz Łyszczak és Artur Kazienko. A cég eleinte olasz cipők nagykereskedelmi forgalmazójaként működött. 1998-ban Arthur Kazienko lett a Kazar egyedüli tulajdonosa, aki újradefiniálta annak szabályzatát és stratégiáját. A Kazar üzletek a lengyel nagyvárosok bevásárlóközpontjaiban nyíltak meg. 2015-re különböző országokban 46 márkabolt nyílt.
- Katowice - első üzlet (1996, 2006)
- Varsó (2000, 2012)
- Poznań (2012)
- Bukarest (2013)
- Abu-Dzabi (2015)
- Budapest (2015)
- Dubaj (2015)
- Riga (2015)

## Díjai, elismerései
- Üzleti Gazella díj (2005, 2007, 2008, 2009, 2010, 2012)
- Szolgáltatásminőségi Embléma (2010, 2012, 2014)
- Forbes Gyémántok díj (2011)
- Közép- és Kelet-Európai Kiskereskedelmi Díj (2012, 2013)
- Megbízható Munkaadó (2014)
- Lengyelországi Superbrandek (2013)

## Társadalmi felelősségvállalás
A támogatott szervezetek és intézmények között szerepel az UNICEF, lengyel megyei kórházak és iskolák, valamint különböző alapítványok és egyesületek. Mindezek mellett a vállalat kulturális és sporteseményeket is támogat.